# تي اف-اي دي دف

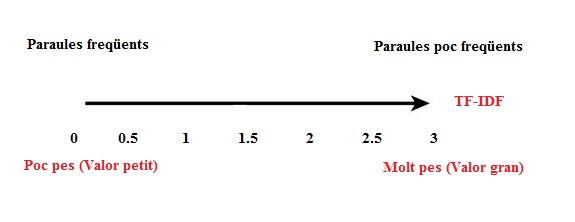

معامل التي اف-أي دي دف (تردد المصطلح-معكوس تردد الوثيقة (TF-IDF)) هو معامل غالبا ما يستخدم في استرجاع المعلومات وتعدين النصوص. هذا المعامل هو مقياس إحصائي يستخدم لتقييم مدى أهمية وجود كلمة في مستند معين في ذخيرة النصوص. الأهمية تزيد نسبيا بزيادة عدد مرات ظهور الكلمة أو المصطلح في المستند ولكن تُقَأبَل بتردد الكلمة في الذخيرة بشكل عام. غالبا ما تستخدم الأشكال المختلفة للمعامل، بواسطة محركات البحث كأداة مركزية في لتقييم وترتب الوثائق حسب الصلة وفقا لاستعلام المستخدم.
واحدة من أبسط دوال الترتيب تحسب بواسطة جمع المعامل لكل مصطلح من مصطلحات الاستعلام؛ العديد من دوال الترتيب الأكثر تطورا هو شكل من أشكال هذا النموذج البسيط.